# Stifterhaus (Linz)

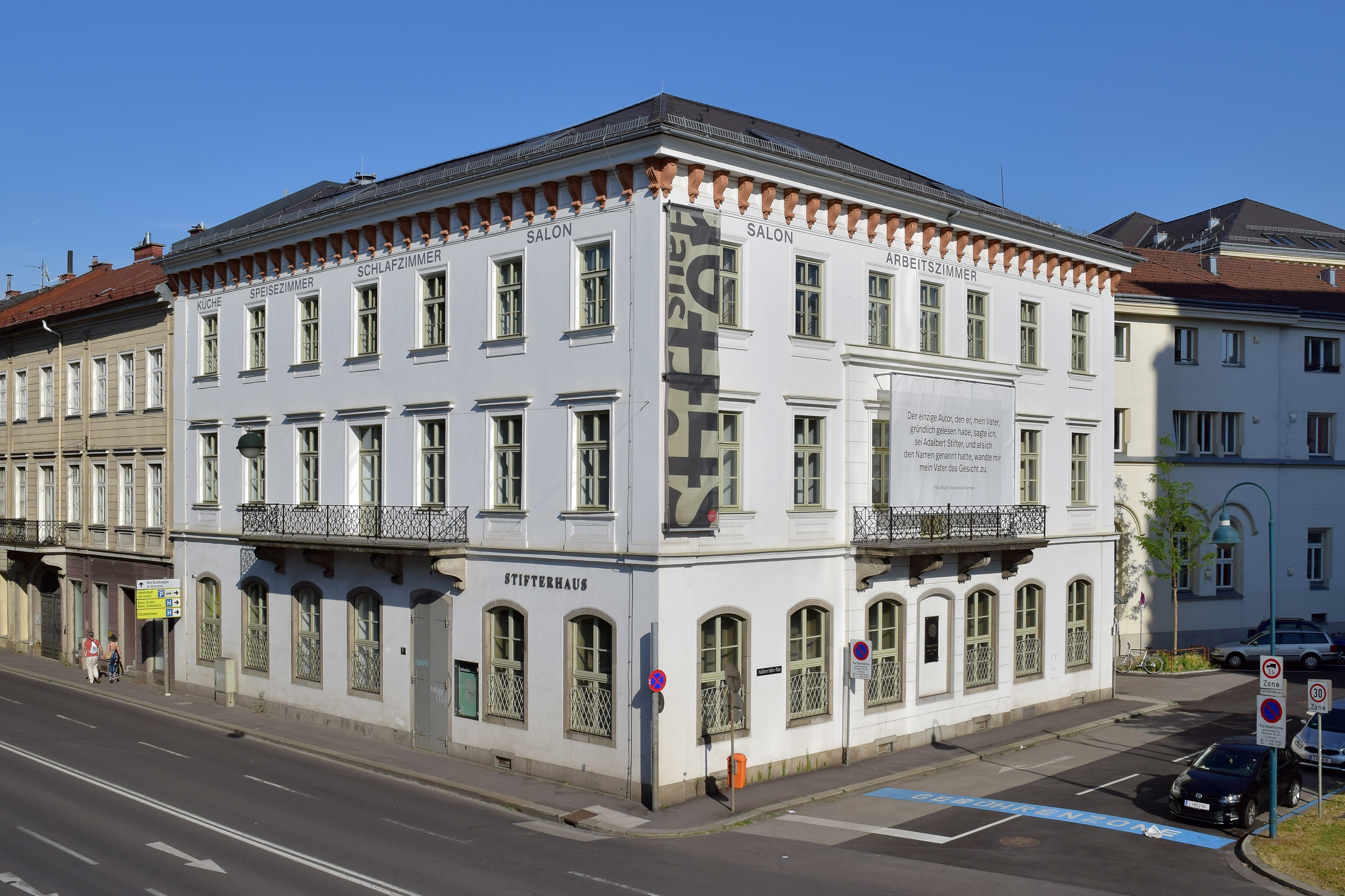
Das Stifterhaus

Das 1844 in Linz erbaute Stifterhaus, in dem Adalbert Stifter von 1848 bis zu seinem Tode 1868 wohnte, beherbergt heute das Oberösterreichische Literaturmuseum, das Adalbert-Stifter-Institut (eine Forschungsstätte für Literatur- und Sprachwissenschaft) sowie das Oberösterreichische Literaturhaus.
Das Haus wurde 1844 vom Linzer Baumeister Johann B. Metz erbaut und war von 1844 bis 1857 im Besitz des Cafetiers Joseph Hartl. Anschließend kaufte es die Donau-Dampfschifffahrtsgesellschaft. 1973 erwarb es das Land Oberösterreich und renovierte es umfassend von 1988 bis 1992. Im Jahr 1993 erfolgte die Eröffnung als „StifterHaus“, ein Zentrum für Literatur und Sprache in Oberösterreich. Im Stifterhaus werden literarische Lesungen veranstaltet, und seit 2005 zeichnet die Institution als Herausgeberin der Literaturzeitschrift Die Rampe.

## Oberösterreichisches Literaturmuseum
Im ehemaligen Wohnhaus des Malers und Schriftstellers Adalbert Stifter ist das ehemalige Arbeitszimmer des 1805 geborenen Künstlers als Gedenkraum eingerichtet, welcher authentisches Mobiliar, Handschriften, Gemälde und Zeichnungen, Porträts und die Totenmaske Stifters enthält. Die übrigen Räume der ehemaligen Stifter-Wohnung im zweiten Stock beherbergen das OÖ. Literaturmuseum, welches die regionale Literaturgeschichte in Epochen gliedert und versucht diese anhand einiger Hauptgestalten und einer multimedialen Aufbereitung dem Publikum näherzubringen. Seit 1. August 2024 wird das Oberösterreichische Literaturhaus von Mag. Stefan Köglberger geleitet, der Germanist und der Sohn der Fußballlegende Helmut Köglberger ist.

## Adalbert-Stifter-Institut
Das Adalbert-Stifter-Institut wurde 1950 gegründet und ist eine  Forschungsstätte für Literatur- und Sprachwissenschaft mit Forschungsschwerpunkt Adalbert Stifter und OÖ. Literatur. Seit 1957 ist der Sitz des Institutes im Stifterhaus.
Ein an Adalbert Stifter erinnerndes Bronzedenkmal steht an der Linzer Promenade.